# Isabelle Sambou
Isabelle Sambou, née le 20 octobre 1980 à Mlomp, est une lutteuse sénégalaise .

## Palmarès
Elle commence les compétitions en 1999, à l'âge de 19 ans. Aux Championnats d'Afrique de lutte, elle est médaillée d'or à neuf reprises (en moins de 51 kg en 2004, en 2005, en 2007, en 2009, en 2010, en 2011 et en 2013 et en moins de 53 kg en 2014 et en 2016), médaillée d'argent à quatre reprises (en moins de 56 kg en 2001, en moins de 51 kg en 2006, en moins de 48 kg en 2012 et en moins de 53 kg en 2015) et médaillée de bronze en 2002 en moins de 55 kg. Elle est aussi médaillée d'argent en moins de 53 kg aux Jeux africains de 2015.
Elle est aussi championne du monde de lutte de plage en 2009 en moins de 70 kg.
Elle participe aux Jeux olympiques d'été de 2012, terminant cinquième en moins de 48 kg,. Elle est désignée porte-drapeau de la délégation sportive sénégalaise aux jeux olympiques d'été de 2016 ; elle termine huitième en moins de 53 kg.